# Business Software Alliance
Business Software Alliance (BSA) — торговая ассоциация, созданная в 1988 году и представляющая интересы ряда крупнейших в мире разработчиков программного обеспечения. Её основной деятельностью является борьба с нарушениями авторских прав на программное обеспечение, создаваемое членами этой организации.
Альянс финансируется за счёт членских взносов, которые вносятся пропорционально доходам каждой компании-участника, а также деньгами, полученными за счёт мировых соглашений с нарушителями авторских прав.
Является членом Международного альянса интеллектуальной собственности.

## Кампании

### Play It Cybersafe
Антипиратская компания, цели которой:
- Помочь студентам понять и оценить важность использования легального программного обеспечения, а также смысл законов об авторском праве и почему они имеют важное значение для защиты авторских прав на творческие работы, такие как программное обеспечение.
- Начать дискуссию по следующим вопросам: воровство, плагиат, интеллектуальная собственность и по другим актуальным темам.
- Поощрять студентов изучать своё поведение используя компьютеры, программное обеспечение и Интернет.

### Обанкроть своего босса!
Обанкроть своего босса! (Bust Your Boss!) — одна из наиболее провокационных кампаний BSA, которая появилась на рекламных щитах, в печатных изданиях и в Интернете со следующим предложением: «Ваш текущий или бывший работодатель использует пиратское программное обеспечения в офисе? Ударь его там, где это действительно больно — сообщи о незаконном использовании программного обеспечения».

## Участники
| - Adobe Systems - Apple Inc. - Autodesk - Aveva - AVG Technologies - Bentley Systems - CA Technologies - Cadence Design Systems - CNC Software/Mastercam - Compuware | - Corel - SolidWorks - Dell - Intel - Intuit - McAfee - Microsoft - Minitab - Progress Software | - Parametric Technology Corporation - Quark - Quest Software - Rosetta Stone - Siemens PLM Software - Sybase - Symantec - TechSmith - MathWorks |

## Критика
Деятельности BSA, в отношении малого и среднего бизнеса, были посвящены многочисленные статьи. Так в 2006 году BSA активно критиковалась за предложение наград, в размере до 200.000$, недовольным сотрудникам, за донос на нынешнего или бывшего работодателя, предположительно нарушающего лицензии программного обеспечения, созданного одним из членов BSA.
Согласно статье в журнале Mother Jones в 1995 году BSA обнаружила, что ANTEL, национальная телефонная компания Уругвая, использовала пиратское программное обеспечение Microsoft, Novell и Symantec стоимостью 100.000$. Юристы BSA в Уругвае незамедлительно подали иск, но отказались от преследования в 1997 году, когда Antel подписан «специальное соглашение» с Microsoft о замене всего программного обеспечения на продукты Microsoft. Это привело к обвинениям BSA, в том что она является прикрытием для Microsoft, а остальные участники нужны лишь для того, чтобы замаскировать её доминирующую роль.
В США BSA также выступает активным сторонником весьма спорного закона Stop Online Piracy Act (SOPA). Это привело к призывам в различных интернет-сообществах, о бойкотировании членов BSA, за её предполагаемую атаку на основу структуры Интернета.
В частности, «Лаборатория Касперского» с 1 января 2012 года вышла из состава BSA в знак протеста против SOPA.